# 孙军 (篮球运动员)
孙军（1969年6月22日—），吉林人，中国篮球运动员，身高1.98米。

## 职业生涯
1986年加入国家青年队，1989年至2000年在中国国家队服役，1999年在蒋兴权执教的国家队中担任队长。2003年，再度入选蒋兴权执教的中国国家队，并担任队长。
在国内联赛中，其整个职业生涯均在吉林东北虎篮球俱乐部（吉林省队）度过。1995年中国首届男篮职业联赛中，14场比赛得442分，最多的一场独得42分，获最佳得分手称号，并在三分球、篮板球、扣篮3项评比中均进入前10名。 1998—1999赛季，获得联赛最有价值球员（MVP）、得分王（699分）、三分王（96个）称号。2000—2001赛季：在与济军双星队的交锋中，单场命中9个三分球，独得70分，创造了当时的CBA联赛单场得分记录，直到2009-10赛季被安德烈·艾米特打破；获得得分王称号。2002—2003赛季，再次获得联赛得分王、三分王、常规赛MVP称号，并以859分创造了当时的CBA单赛季得分记录。2003—2004赛季，获得联赛三分王称号。1995、1998－2005前后共8次入选CBA全明星赛。

## 教练生涯
孙军从未正式退役，但从2005年起淡出球场。由于孙军在吉林东北虎篮球队的核心地位，很早就在队中兼任教练。从2003年起，担任吉林东北虎篮球俱乐部总经理。2004年担任中国国家女篮教练。2008年加入中国国家男篮教练组，任前锋组教练。同年10月29日孙军成为东莞烈豹助理教练並利用其的名气提升东莞队在CBA的影响力。12月14日成为东莞烈豹的执行教练。